# Paul Imbs
Paul Imbs (né le 4 mai 1908 à Sélestat et mort le 27 avril 1987 à Nancy) est un linguiste médiéviste, philologue et lexicographe français spécialisé dans la littérature de la Matière de Bretagne,,.

## Biographie
Né en 1908 à Sélestat, fils d'un boulanger, Paul Imbs fréquente l'école allemande, et n'apprend le français qu'après 1918, poursuivant alors ses études au lycée Fustel-de-Coulanges à Strasbourg, puis à l'université de la même ville. Reçu à l'agrégation de grammaire en 1933 il enseigne successivement à Lille pendant un an puis au lycée Kléber de Strasbourg de 1933 à 1938,. En 1948, il devient maître de conférences à Strasbourg. Il soutient en 1954 une thèse sur « Les propositions temporelles en ancien français », et devient professeur de philologie romane à l'Université de Strasbourg.
Paul Imbs est, à la fin des années 1950, le concepteur du projet de Trésor de la langue française, qui est ouvert à Nancy en 1960, et pour lequel il a perçu dès l'époque l'intérêt de l'informatique, ainsi que d'une approche historique qui aille du français médiéval au XXe siècle, qui le mène par la suite à soutenir la création du Dictionnaire du moyen français. À Strasbourg, il convainc également Charles Muller d'entreprendre une thèse.